# Давыдова, Александра Аркадьевна
Александра Аркадьевна Давыдова (урождённая Горожанская; 13 (25) декабря 1849 — 24 февраля (9 марта) 1902) — основательница (1892) и издательница влиятельного на рубеже XIX—XX веков журнала «Мир Божий». Сестра актёра Михаила Решимова, жена (с 1865 года) виолончелиста и композитора Карла Давыдова. Энциклопедический словарь Брокгауза и Ефрона характеризует её как выдающуюся личность.
Воспитывалась в московском пансионе, который держала мать её будущего мужа. По окончании пансиона, выдержав экзамен на звание домашней учительницы, вышла замуж. С 1885 г. была секретарём редакции в журнале «Северный вестник», по приглашению Анны Евреиновой. Во главе «Мира Божьего» не препятствовала публикациям марксистского толка. В 1896 году основала также журнал для детей «Всходы».
Наряду с издательской деятельностью некоторое время держала литературный салон, оказывала поддержку поэту Семёну Надсону.
В поздние годы, как утверждается, имела бурный роман с Николаем Михайловским, опубликовавшим её некролог в журнале «Русское богатство» (1902, № 3), где, в частности, говорилось:
Женщина редкого ума и энергии, она создала этот журнал с его своеобразной программой, была его душой, и успехом своим «Мир божий» в очень и очень значительной степени обязан ей, хотя она ничего не писала.

## Семья
Дочь — Лидия Карловна Туган-Барановская (1869—1900), первая жена экономиста М. И. Туган-Барановского, переводчица, публицист, общественная деятельница. В 1899 году была представительницей России на Всемирном Женском конгрессе в Лондоне. В «Мире Божьем» вела отдел «На родине».
Сын — Николай Карлович Давыдов (1870—1915), юрист по образованию.
Приёмная дочь — Мария Карловна Куприна-Иорданская (1881—1966) — была подкинута в семью Давыдовых и удочерена ими. Первая жена писателя А. И. Куприна, во втором браке жена государственного деятеля Н. И. Иорданского. Оставила воспоминания «Годы молодости».